# Rua Maria Antônia
Rua Maria Antônia é uma rua da cidade de São Paulo localizada no bairro de Vila Buarque, distrito da Consolação. Tem início na Rua da Consolação e término na Avenida Higienópolis. Tem como travessa a Rua Dr. Vila Nova, onde se localizam o Tribunal de Justiça Militar do Estado de São Paulo (TJM/SP), SENAC-SP e o SESC - Consolação. Abriga o Centro Universitário Maria Antonia da USP e a Universidade Presbiteriana Mackenzie que abrange também uma quadra da Rua Itambé e da Rua Piauí e trecho da Rua da Consolação.

## História
Seu nome é uma referência a Dona Maria Antônia da Silva Ramos (nascida em Castro, antiga Província do Paraná, em 1815, e falecida em São Paulo, 1902), filha do senador do Império João da Silva Machado, Barão de Antonina, e que possuía no local uma chácara onde não residia, pois morava na Rua de São João, como a elite de sua época. A chácara era  apenas um pomar, servindo também como pasto para  seus cavalos. Parte dessa área foi vendida em 1874 ao reverendo Chamberlain, por 800 mil réis. Nesse terreno, seria depois edificado o campus da Universidade Mackenzie. Dona Maria Antônia é homenageada no nº 117 da via, com o edifício número 47, denominado Edifício Baronesa Maria Antônia da Silva Ramos.
Com o tempo, seus herdeiros, de seu casamento com o tenente-coronel Mariano José da Cunha Ramos, ocuparam por muitos anos os lotes de suas terras, entre as atuais Rua da Consolação (altura e parte da Rua Amaral Gurgel), Rua Maria Antônia, Rua Itambé (proximidades da Rua Maranhão), Rua Dona Veridiana, Rua Major Sertório e Rua Dr. Cesário Motta Júnior.
É considerada como uma das três fundadoras do bairro de Higienópolis, em sua primeira etapa, dos altos de Santa Cecília, juntamente com Dona Veridiana da Silva Prado (Rua Dona Veridiana) e Dona Maria Angélica Souza Queiroz Aguiar de Barros (Avenida Angélica), cuja presença é evocada pelas ruas que levam seus nomes.

## Movimento estudantil
A Rua Maria Antônia, pelo fato de abrigar a Faculdade de Filosofia, Ciências e Letras da Universidade de São Paulo e a Universidade Presbiteriana Mackenzie, foi palco de uma luta entre estudantes de esquerda (USP) e de direita (Mackenzie), no começo de outubro de 1968, conhecida como Batalha da Maria Antônia, quando o Brasil vivia sob a ditadura militar.
Por causa de um pedágio criado na rua pelos estudantes da USP, para custear a organização do congresso da UNE, uma batalha campal entre os estudantes das duas instituições eclodiu na rua, com a duração de dois dias. Os estudantes se enfrentavam no começo com ovos, depois com pedras, paus, tiros e até bombas, enquanto a polícia assistia a tudo sem intervir. Um deles morreu com um tiro, o estudante secundarista José Guimarães, do Colégio Marina Cintra, da Rua da Consolação. Ao fim do confronto, a polícia invadiu os prédios da USP, da Faculdade de Filosofia, e também da Faculdade de Economia, esta na Rua Dr. Vila Nova, tendo ambas ligação interna, sendo dezenas de estudantes presos e da Universidade Mackenzie (onde já se encontrava, desde o início, entrando com armamentos, inclusive com tanques, pela Rua Itambé, a pedido da reitora Dra. Esther de Figueiredo Ferraz).

## Confronto contra reajuste de passagens
Moradores e comerciantes da região das ruas da Consolação e Maria Antônia, região central de São Paulo, foram pegos de surpresa com o que ocorreu na tarde e noite do dia 14 de junho de 2013. Foi no cruzamento das duas vias que policiais militares da Tropa de Choque enfrentaram a manifestação de black blocs contra o reajuste da tarifa do transporte coletivo como forma de impedi-los do acesso à Avenida Paulista, sendo utilizados rojões, balas de borracha e bombas de gás lacrimogêneo. Enquanto os manifestantes ateavam fogo a lixos espalhados pela rua. Alguns estudantes assistiam de dentro da Universidade Presbiteriana Mackenzie, e ambos (manifestantes e estudantes) começaram a trocar ofensas. Os black blocs tentaram invadir a universidade, mas foram impedidos pelos seguranças. Um dos manifestantes atirou uma pedra contra um estudante, acertando seu rosto.
Porque não é a primeira vez que a cidade protesta contra o aumento do preço dos transportes, já acontecia em novembro de 1958. E foi na esquina das ruas Maria Antônia e Itambé. Na ocasião, a tarifa tinha subido de 2,50 para 3 cruzeiros.

## Calçadas e acessibilidade
A Rua da Consolação, a Rua Maria Antônia (2,8 km), e região da Rua 25 de Março e do Mercado Municipal, além do entorno do Parque Ibirapuera, vão passar por grande transformação.
O trabalho visa envolver a padronização dos passeios (tendo como exemplo a Avenida Paulista), com colocação de piso de orientação para cegos, rampas e sinalização.
As rotas também deverão ser interligadas com transporte acessível e vão contar, em pontos mais movimentados, com semáforos sonoros.